# 帕比亞尼采縣

51°39′N 19°23′E / 51.650°N 19.383°E
帕比亞尼采縣（波蘭語：Powiat pabianicki），是波蘭的縣份，位於該國中部，由羅茲省負責管轄，首府設於帕比亞尼采，面積491平方公里，2006年人口119,008，人口密度每平方公里240人。